# Säsong 9 av Farmen
Den nionde säsongen av Farmen spelades in på Norra Brandstorp och Södra Brandstorp i Vaggeryds kommun i Småland, med Paolo Roberto återigen som programledare.
Säsongen sändes 10 januari till 20 mars 2016 på TV4 med programtiderna 19:30 på måndagar till torsdagar, samt 20:00 på söndagar.

## Deltagare
| Deltagare          | År | Bostad      | Sysselsättning    | Resultat                               |
| ------------------ | -- | ----------- | ----------------- | -------------------------------------- |
| Ali Kabiri         | 26 | Täby        | Färskvaruchef     | Förlorade första tvekampen.            |
| Paul Rosensköld    | 55 | Malmö       | Säljare           | Förlorade andra tvekampen.             |
| Gunvor Friberg     | 25 | Helsingborg | Bloggare          | Förlorade tredje tvekampen.            |
| Ewonne Eneroth     | 63 | Söderhamn   | Mångsysslare      | Förlorade fjärde tvekampen.            |
| Sara-Marie Costa   | 27 | Malmö       | Kulturarbetare    | Förlorade femte tvekampen.             |
| Hampus Jönsson     | 27 | Dalhem      | Kläddesigner      | Förlorade sjätte tvekampen.            |
| Göran Terninger    | 66 | Åkersberga  | Frilansare        | Förlorade sjunde tvekampen.            |
| Robin Stenberg     | 26 | Nacka       | Modell            | Förlorade åttonde tvekampen.           |
| Morgan Lindström   | 37 | Örebro      | Lastbilsförare    | Förlorade nionde tvekampen.            |
| Anton Tsvetkov     | 29 | Lenhovda    | Sportfiskare      | Förlorade tionde tvekampen.            |
| Sofie Pettersson   | 28 | Göteborg    | Produktionsledare | Förlorade elfte tvekampen.             |
| Pernilla Wallette  | 47 | Jät         | Artist            | Förlorade tolfte tvekampen.            |
| Camilla Lööke      | 26 | Stockholm   | Säljare           | Fjärde plats, förlorade kvartsfinalen. |
| Nina Wahlin        | 47 | Södertälje  | Egenföretagare    | Tredje plats, förlorade semifinalen.   |
| Lina Ilar          | 22 | Falun       | Undersköterska    | Andra plats, förlorade finalen.        |
| Fredrik Rosenkvist | 25 | Lund        | Jurist            | Årets farmare                          |

## Tittarsiffror
Premiäravsnittet sändes 10 januari 2016 som sågs av 842 000 tittare.
| Vecka | Avsnitt | Datum                         | Tittarsiffror i tusental | Tittarsiffror i tusental | Tittarsiffror i tusental | Tittarsiffror i tusental | Tittarsiffror i tusental | Genomsnitt |
| ----- | ------- | ----------------------------- | ------------------------ | ------------------------ | ------------------------ | ------------------------ | ------------------------ | ---------- |
| 1     | 2–6     | 11–14, 17 januari 2016        | 865                      | 788                      | 754                      | 760                      | 861                      | 812 000    |
| 2     | 7–11    | 18–21, 24 januari 2016        | 803                      | 736                      | 805                      | 835                      | 800                      | 796 000    |
| 3     | 12–16   | 25–28, 31 januari 2016        | 754                      | 813                      | 757                      | 720                      | 814                      | 772 000    |
| 4     | 17–21   | 1–4, 7 februari 2016          | 787                      | 770                      | 857                      | 840                      | 890                      | 829 000    |
| 5     | 22–26   | 8–11, 14 februari 2016        | 854                      | 846                      | 852                      | 817                      | 822                      | 838 000    |
| 6     | 27–31   | 15–18, 21 februari 2016       | 892                      | 862                      | 709                      | 870                      | 867                      | 840 000    |
| 7     | 32–36   | 22–25, 28 februari 2016       | 705                      | 736                      | 751                      | 753                      | 819                      | 753 000    |
| 8     | 37–41   | 29 februari, 1–3, 6 mars 2016 | 765                      | 719                      | 761                      | 790                      | 747                      | 756 000    |
| 9     | 42–46   | 7–10, 13 mars 2016            | 794                      | 782                      | 733                      | 780                      | 729                      | 764 000    |
| 10    | 47–51   | 14–17, 20 mars 2016           | 768                      | 731                      | 772                      | 789                      | 803                      | 773 000    |

## Veckosammanfattning
| Vecka | Storbonde          | Godkänt uppdrag | Förstekämpe                | Andrekämpe                 | Tvekamp     | Hemskickad        |
| ----- | ------------------ | --------------- | -------------------------- | -------------------------- | ----------- | ----------------- |
| 1     | Robin Stenberg     | Nej             | Ali Kabiri                 | Morgan Lindström           | Yxan        | Ali Kabiri        |
| 2     | Robin Stenberg     | Ja              | Morgan Lindström           | Paul Rosensköld            | Säcken      | Paul Rosensköld   |
| 3     | Lina Ilar          | Ja              | Sara-Marie Costa           | Gunvor Friberg             | Husförhöret | Gunvor Friberg    |
| 4     | Sara-Marie Costa   | Ja              | Ewonne Eneroth             | Sofie Pettersson           | Husförhöret | Ewonne Eneroth    |
| 5     | Göran Terninger    | Nej             | Sara-Marie Costa           | Pernilla Wallette          | Husförhöret | Sara-Marie Costa  |
| 6     | Nina Wahlin        | Ja              | Anton Tsvetkov             | Hampus Jönsson             | Sågen       | Hampus Jönsson    |
| 6     | Nina Wahlin        | Ja              | Alla kvarvarande deltagare | Alla kvarvarande deltagare | Måttet      | Göran Terninger   |
| 7     | Fredrik Rosenkvist | Ja              | Anton Tsvetkov             | Robin Stenberg             | Sågen       | Robin Stenberg    |
| 8     | Fredrik Rosenkvist | Ja              | Nina Wahlin                | Morgan Lindström           | Husförhöret | Morgan Lindström  |
| 8     | Fredrik Rosenkvist | Ja              | Sofie Pettersson           | Anton Tsvetkov             | Husförhöret | Anton Tsvetkov    |
| 9     | Pernilla Wallette  | Nej             | Camilla Lööke              | Sofie Pettersson           | Husförhöret | Sofie Pettersson  |
| 9     | Pernilla Wallette  | Nej             | Nina Wahlin                | Pernilla Wallette          | Husförhöret | Pernilla Wallette |